# 標準銀行中心
標準銀行中心，亦稱為空中懸掛大廈（Hanging Building）或福克斯街78號（78 Fox Street），是南非約翰內斯堡的一座摩天大樓。這座建築位於中心商業區西蒙茲街5號與福克斯街78號的交界處。該大廈在1966年開始動工興建，並於1968年竣工，高度為139（456英尺）。標準銀行中心曾經是非洲最大銀行——標準銀行的總部所在地，直至1990年，該銀行將總部遷往其他地點。
該建築是由上而下建造，這意味著中央核心建成後，地板會懸掛在懸臂上，並首先加上頂層，然後才依次向下興建。

## 設計
標準銀行中心由德國建築師赫爾穆特·亨特里希以及奧地利建築師休伯特·彼得施尼格負責設計，兩人聯同英國工程師奧韋·艾拉普一起規劃了這座大廈。在興建過程中，他們需要在擁擠的約翰內斯堡中心商業區裡找到一個寬敞的廣場來固定辦公大樓。為了盡量減少佔用的空間，三人決定採用“懸掛式”設計。

## 延伸閱讀
- Hentrich, Helmut. . Johannesburg: Standard Bank Investment Corporation Limited. 1970. OCLC 42286308.

| 紀錄                | 紀錄                                         | 紀錄                         |
| ------------------- | -------------------------------------------- | ---------------------------- |
| 前任： 施萊辛格大廈 | 約翰尼斯堡最高摩天大樓 139公尺 1968年–1970年 | 繼任： 圖爾曼塔 信託銀行大廈 |
| 前任： 施萊辛格大廈 | 南非最高摩天大樓 139公尺 1968年–1970年       | 繼任： 圖爾曼塔 信託銀行大廈 |
| 前任： 施萊辛格大廈 | 非洲最高摩天大樓 139公尺 1968年–1970年       | 繼任： 圖爾曼塔 信託銀行大廈 |